# Rosalía de Palermo
Rosalia Sinbaldi o Rosalía de Palermo, fue una noble y virgen siciliana de la Edad Media, que vivió como ermitaña y orante en una cueva. El nombre de Rosalía es una contracción de los nombres "Rosa" y "Lilia", y es llamada cariñosamente "La Santuzza" ("La Santita", en idioma siciliano) por causa de su pequeña estatura. 
Es considerada santa por la Iglesia Católica, y su culto se celebra el 4 de septiembre, y 15 de julio en su región natal, fecha en que se le atribuye un portento en la ciudad. Es considerada también como patrona de la ciudad de Palermo, en Sicilia, Italia, ya que se le atribuye haber finalizado la peste en esa ciudad.

## Hagiografía
Santa Rosalía vivió en soledad, pobreza y penitencia rezando a Dios. Según la Iglesia, fueron numerosos los milagros con los que Dios glorificó a su sierva; la extinción de la peste que en aquel momento asolaba Sicilia fue atribuida a la intercesión de Santa Rosalía.

## Veneración

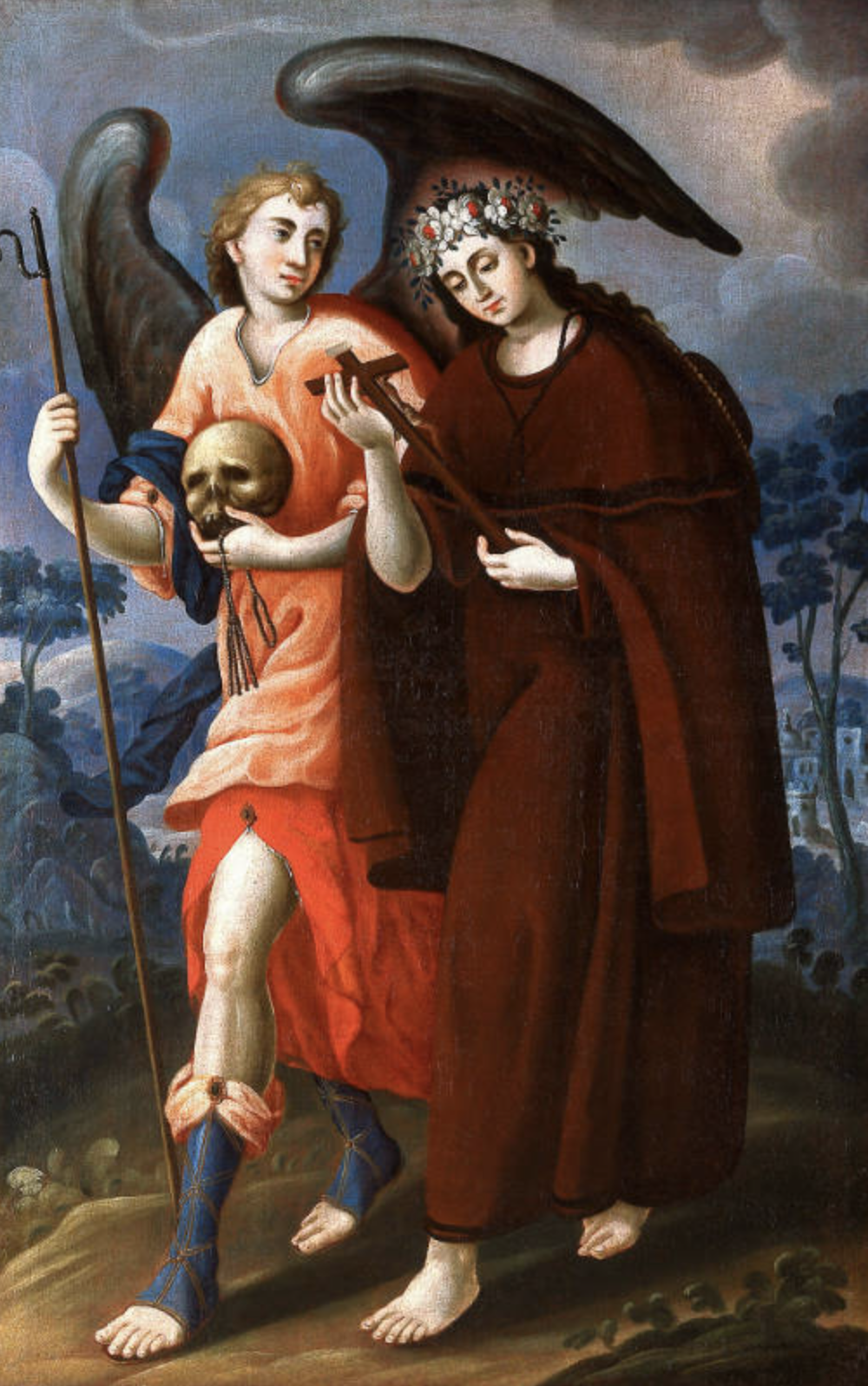
Retrato mexicano de Santa Rosalía junto al arcángel Gabriel.

El culto a Santa Rosalía, promovido por los benedictinos, se difunde por el mundo como protectora contra enfermedades infecciosas, la peste, y para recibir auxilio y protección en momentos difíciles, así como para encontrar fuerzas cuando se necesita superar dificultades.

### Controversia de sus restos
Sus presuntos restos fueron encontrados en 1624 (siglos después de su muerte) en una cueva por un cazador que dijo haber sido guiado por la propia santa a tal hallazgo. Dice la leyenda que al trasladarse sus restos en procesión por todo el pueblo de Palermo la asolación de peste que había azotado al pueblo durante años se detuvo, atribuyéndose tal milagroso evento a la intercesión de la santa, por lo que se construyó una basílica en la cueva original donde fueron hallados los restos y en donde se mostraban a los peregrinos a través de una reja para su veneración.
Sin embargo, a principios del siglo XIX un pastor protestante y naturalista llamado William Buckland visitando las reliquias de la santa identificó los restos como pertenecientes a una cabra. Las autoridades eclesiásticas locales, tras aquello intentaron desprestigiar a Buckland al no pertenecer a la religión católica y desde entonces los restos son conservados en un cofre a salvo de las miradas de los peregrinos, lo que no evita que cada año el cofre con los restos sea llevado en procesión por todo el pueblo.